# Kurt W. Leucht
Kurt Walter Leucht (* 8. Juni 1913 in Ellefeld, Vogtland; † 4. September 2001 in Dresden) war ein deutscher Architekt, Stadtplaner und Hochschullehrer.

## Leben

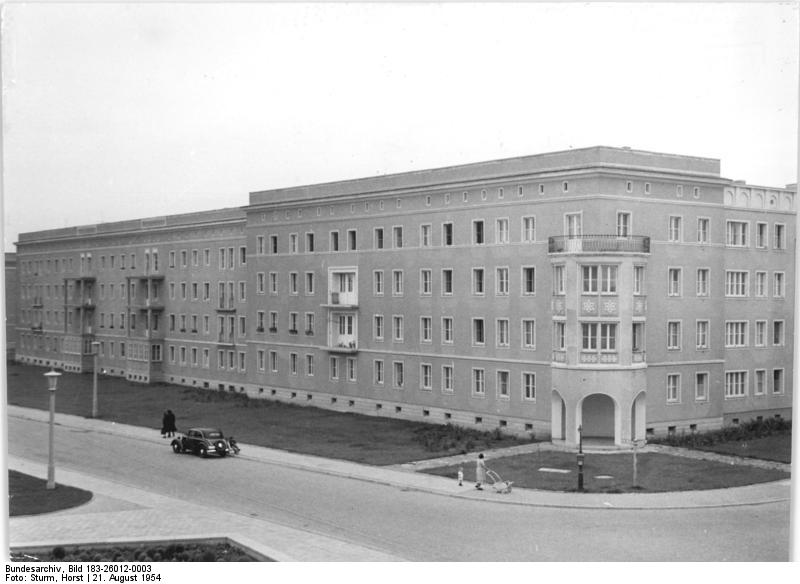
Eisenhüttenstadt, Karl-Marx-Straße, Straße der Jugend

Leucht wurde 1913 als Sohn von Martha Anna Leucht geboren, die kurz nach der Geburt den Vater ihres Kindes, den politischen Anarchisten und Baumeister Max Otto Hessler, heiratete. Nach dem Ersten Weltkrieg wurde die Ehe wieder geschieden. Von 1927 bis 1931 wurde er an der Kunstschule in Plauen und danach zwei Jahre an der Baugewerbeschule in Glauchau ausgebildet.
Zum 1. Mai 1933 trat er der NSDAP bei (Mitgliedsnummer 2.360.005), ging im Jahr darauf zur Luftwaffe und wurde 1936 als Architekt in die Dienststelle von Ernst Sagebiel versetzt. Hier beteiligte sich Leucht u. a. an der Planung für das Reichsluftfahrtministerium und den Flughafen Tempelhof. Nach einem längeren prägenden Aufenthalt in Italien studierte er von 1939 bis 1941 an der Technischen Hochschule Berlin. Die restliche Kriegszeit arbeitete er als Stabsbauleiter in Belarus und in Italien.
Trotz seiner Vorgeschichte wurde er bereits 1945 vom Dresdner kommissarischen Oberbürgermeister Walter Weidauer in das Stadtplanungsamt bestellt, dessen Leitung er 1948 formal übernahm. Anfang 1950 erregte er mit einer Rede anlässlich der Beratungen zu einem DDR-Baugesetz Aufsehen und wurde daraufhin von Lothar Bolz in das Ministerium für Aufbau bestellt, wo er eine eigene Abteilung Städtebau aufbaute. In dieser Eigenschaft nahm er an einer Reise nach Moskau teil, deren Ergebnis Die 16 Grundsätze des Städtebaus waren; diese basierten u. a. auf einer Publikation von Leucht. In der Folge nahm er eine führende Stellung bei der Planung des Wiederaufbaus der ostdeutschen Großstädte ein. Zwischen 1958 und 1962 hatte er auch einen Lehrauftrag an der Humboldt-Universität Berlin.
Nach 1955 kam es zur Hinwendung zu industrieller Plattenbauweise; diese wurde von Leucht nicht mitgetragen, weswegen er seine Rückkehr nach Dresden betrieb, wo er 1966 als Stadtbaurat wieder eingesetzt wurde. 1969 berief ihn Walter Ulbricht jedoch auch von diesem Posten ab.

## Werk

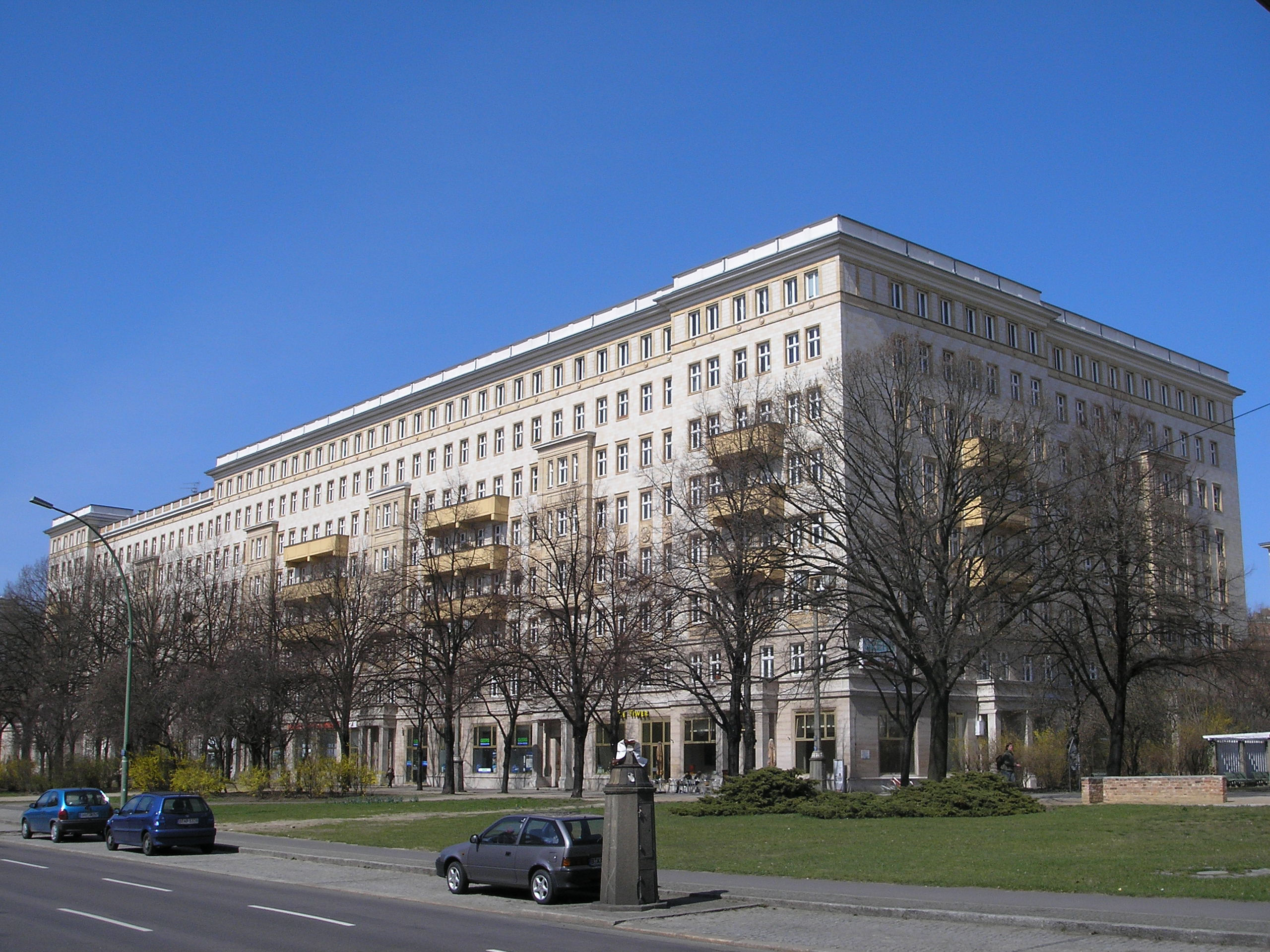
Block D Nord in der Berliner Karl-Marx-Allee (früher Stalinallee)

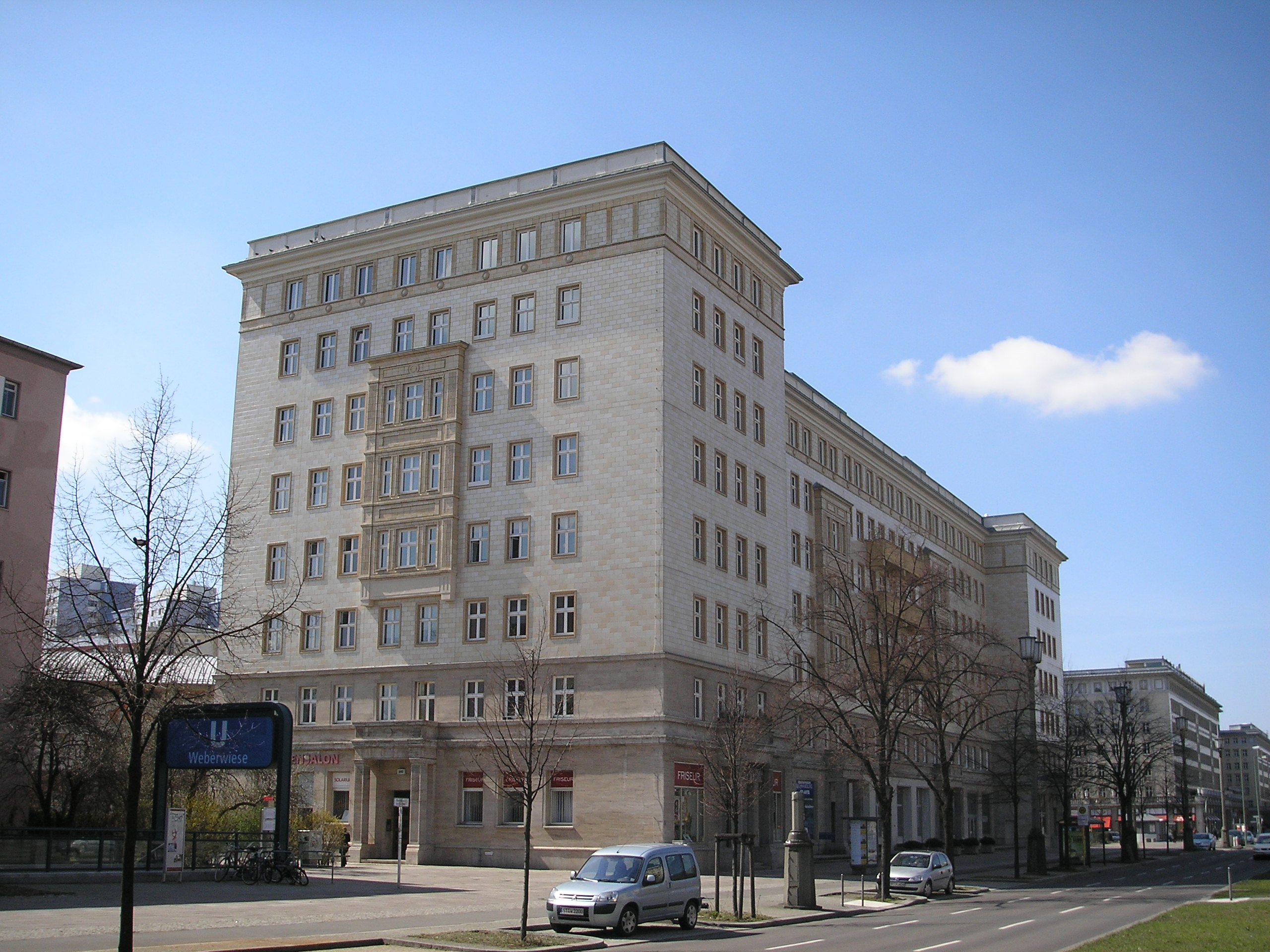
Block D Süd

### Bauten und Entwürfe
- 1952: Projektierung des Abschnitts D der Stalinallee Berlin
- 1952–1953: Städtebaulicher Rahmenplan für Eisenhüttenstadt
- Planung der Wohnbezirke zwischen Rostock und Warnemünde
- 1963: städtebauliche Planung für die Stadtzentren Dresden, Suhl, Leipzig, Magdeburg
- 1966–1969: Planung des Neuaufbaus der Prager Straße in Dresden und Konzeption für den Wiederaufbau der Dresdner Frauenkirche

### Schriften
- Die erste neue Stadt in der DDR – Planungsgrundlagen und -ergebnisse von Stalinstadt VEB Verlag Technik, Berlin 1957
- zusammen mit Johannes Bronder: Planungsgrundlagen, Planungsergebnisse für den Neuaufbau der Stadt Dresden.

## Ehrungen
(laut Nachlassverzeichnis der SLUB Dresden)
- 1952: Nationalpreis der DDR I. Klasse
- 1962: Schinkel-Medaille in Bronze
- 1965: Verdienstmedaille der DDR
- 1965: Goldenes Ehrenzeichen des Ministeriums für Volksbildung
- 1968: Medaille „Erbauer des Stadtzentrums von Dresden“
- Ehrenmitglied des Bundes der Architekten der DDR